# Dongchuan Lu
Dongchuan Lu (chiń. 东川路站) – stacja metra w Szanghaju, na linii 5. Znajduje się pomiędzy stacjami Jianchuan Lu i Jinping Lu. Została otwarta 25 listopada 2003.